# Aspilota oroszi
Aspilota oroszi är en stekelart som beskrevs av Papp 2008. Aspilota oroszi ingår i släktet Aspilota och familjen bracksteklar. Inga underarter finns listade.